# Arkadiusz Gołaś
Pour les articles homonymes, voir Gola.
Arkadiusz Gołaś était un joueur de volley-ball polonais, né le 10 mai 1981 à Przasnysz et mort le 16 septembre 2005 dans un accident de voiture près de Klagenfurt (Autriche). Il mesurait 2,00 m et jouait central.

## Clubs
| Club            | Pays    | De        | À         |
| --------------- | ------- | --------- | --------- |
| Wola Varsovie   | Pologne | 1996-1997 | 1999-2000 |
| AZS Częstochowa | Pologne | 2000-2001 | 2003-2004 |
| Sempre Padoue   | Italie  | 2004-2005 | 2004-2005 |

- Arkadiusz Gołaś avait signé à l'AS Volley Lube pour la saison 2005-2006.